# Drosophila eugracilis
Drosophila eugracilis este o specie de muște din genul Drosophila, familia Drosophilidae, descrisă de Bock și Wheeler în anul 1972. Conform Catalogue of Life specia Drosophila eugracilis nu are subspecii cunoscute.